# Ferdinando Monfardini
Ferdinando Monfardini (* 20. November 1984 in Isola della Scala) ist ein ehemaliger italienischer Rennfahrer.

## Karriere
1994 begann Monfardini seine Karriere im Kartsport, in dem er bis 2000 aktiv war. 2001 wechselte er in den Formelsport in die italienische Formel Renault. Er fuhr für das Durango Team und belegte schließlich Platz 26 in der Gesamtwertung. Im folgenden Jahr blieb er bei Durango und startete im Formel Renault 2.0 Eurocup, außerdem nahm er an drei Rennen der italienischen Formel Renault teil. 2003 fuhr Monfardini erneut für Durango in der italienischen Formel Renault und wurde Zehnter in der Gesamtwertung. Zusätzlich startete er für Durango im Formel Renault 2.0 Eurocup und nahm erstmals für BCN Competición startend an zwei Rennen der Formel 3000 teil. 2004 fuhr er für AEZ ein ganzes Jahr in der Formel 3000 und holte erneut keine Punkte.
2005 wechselte Monfardini in die GP2-Serie, der Nachfolgeserie der Formel 3000. Er blieb vorerst bei Durango wurde aber nach zehn Rennwochenenden durch Gianmaria Bruni ersetzt. Monfardini wiederum wechselte für das letzte Saisonrennen zu Coloni Motorsport und wurde somit indirekt Nachfolger von seines Nachfolgers Gianmaria Bruni. Er holte fünf Punkte und war somit am Saisonende 17. in der Gesamtwertung. Außerdem fuhr er für DAMS zwei Rennen in der World Series by Renault. 2006 blieb Monfardini bei DAMS und fuhr als Teamkollege von Franck Perera die gesamte Saison in der GP2-Serie. Er holte sechs Punkte und wurde 21. in der Gesamtwertung.
2007 wechselte Monfardini in die GT1 Klasse der FIA-GT-Meisterschaft und fuhr einen Aston Martin DBR9. 2008 startete er GTA Klasse der International GT Open und fuhr einen Ferrari F430.

## Karrierestationen
- 1994–2000: Kartsport
- 2001: Italienische Formel Renault (Platz 26)
- 2002: Formel Renault 2.0 Eurocup
- 2003: Italienische Formel Renault (Platz 10); Formel 3000
- 2004: Formel 3000
- 2005: GP2-Serie (Platz 17)
- 2006: GP2-Serie (Platz 21)
- 2007: FIA-GT-Meisterschaft
- 2008: Internationale GT Open